# Ihyeon-dong
Ihyeon-dong (koreanska: 이현동) är en stadsdel i staden Jinju i provinsen Södra Gyeongsang i den södra delen av Sydkorea, 280 km söder om huvudstaden Seoul.